# Rock of the Westies
Rock of the Westies er det tiende studiealbum af Elton John, udgivet i oktober 1975. Ligesom Captain Fantastic and the Brown Dirt Cowboy, nåede albummet også førstepladsen i USA på Billboard 200. Det var mindre vellykket i Storbritannien og nåede femtepladsen på UK Albums Chart.
Albummet indeholdt singlen "Island Girl", som nåede førstepladsen i USA. Den næste single "Grow Some Funk of Your Own" blev senere udgivet i 1976 og indeholdt sangen "I Feel Like a Bullet (In the Gun of Robert Ford)" på B-siden.

## Sporliste
Alle sange er skrevet af Elton John og Bernie Taupin medmindre andet er angivet.
| #  | Titel                                              | Sangskriver(e)                | Længde |
| -- | -------------------------------------------------- | ----------------------------- | ------ |
| 1. | "Medley (Yell Help/Wednesday Night/Ugly)"          |                               | 6:13   |
| 2. | "Dan Dare (Pilot of the Future)"                   |                               | 3:30   |
| 3. | "Island Girl"                                      |                               | 3:42   |
| 4. | "Grow Some Funk of Your Own"                       | John, Davey Johnstone, Taupin | 4:43   |
| 5. | "I Feel Like a Bullet (In the Gun of Robert Ford)" |                               | 5:28   |
| 6. | "Street Kids"                                      |                               | 6:23   |
| 7. | "Hard Luck Story"                                  |                               | 5:10   |
| 8. | "Feed Me"                                          |                               | 4:00   |
| 9. | "Billy Bones and the White Bird"                   |                               | 4:24   |

## Musikere
- Elton John – vokal, piano, orgel
- Ray Cooper – perkussion
- Kiki Dee – baggrundsvokal
- Clive Franks – baggrundsvokal
- Davey Johnstone – synthesizer, akustisk guitar, banjo, mandolin, elektrisk guitar, bakgrunnsvokal
- James Newton Howard – synthesizer, cembalo, keyboard, clavinet, Mellotron
- Kenny Passarelli – basguitar, baggrundsvokal
- Roger Pope – trommer
- Caleb Quaye – akustisk guitar, elektrisk guitar, baggrundsvokal

## Hitlister
| Hitliste (1975)                   | Placering |
| --------------------------------- | --------- |
| Australien (Kent Music Report)    | 4         |
| Canada (RPM Albums Chart)         | 1         |
| Danmark (Tracklisten)             | 3         |
| Finland (Suomen virallinen lista) | 25        |
| Frankrig (SNEP)                   | 5         |
| Italien (Hit Parade Italia)       | 16        |
| Japan (Oricon)                    | 47        |
| New Zealand (RIANZ)               | 4         |
| Norge (VG-lista)                  | 2         |
| Spanien (PROMUSICAE)              | 8         |
| Storbritannien (UK Albums Chart)  | 5         |
| Tyskland (Media Control Charts)   | 33        |
| USA (Billboard 200)               | 1         |

## Certificeringer
| Land                  | Certificering | Salg      |
| --------------------- | ------------- | --------- |
| Canada (Music Canada) | Platin        | 100.000   |
| Storbritannien (BPI)  | Guld          | 100.000   |
| USA (RIAA)            | Platin        | 1.000.000 |